# Schismatorhynchos holorhynchos
Schismatorhynchos holorhynchos és una espècie de peix d'aigua dolça de la família dels ciprínids i de l'ordre dels cipriniformes.

## Morfologia
- Els adults poden assolir fins a 14 cm de longitud total.[2][3]

## Hàbitat
És un peix d'aigua dolça i de clima tropical.

## Distribució geogràfica
Es troba a Àsia a la conca dels rius Kinabatangan (Sabah, Malàisia) i Rejang (Sarawak, Malàisia).